# خیابان هستر (فیلم)
خیابان هستر (انگلیسی: Hester Street) فیلمی در ژانر درام به کارگردانی جوآن میکلین سیلور است که در سال ۱۹۷۵ منتشر شد. از بازیگران آن می‌توان به کارول کین و دوریس رابرتس اشاره کرد.